# Liste der Einträge im National Register of Historic Places im Winn Parish

Lage des Winn Parish in Louisiana

Die Liste der Einträge im National Register of Historic Places im Winn Parish in Louisiana führt alle Bauwerke und historischen Stätten im Winn Parish auf, die in das National Register of Historic Places aufgenommen wurden.

## Aktuelle Einträge
| [ 2 ] | Name                         | Bild                 | Eintragsdatum        | Lage                                                                                        | Ort                    | Beschreibung                                              |
| ----- | ---------------------------- | -------------------- | -------------------- | ------------------------------------------------------------------------------------------- | ---------------------- | --------------------------------------------------------- |
| 1     | Brister School House         | Brister School House | 2001 ID-Nr. 01000808 | Parish Road 240 Ecke Brister School Road 32° 0′ 1″ N, 92° 27′ 34″ W                         | Sikes                  | 1915 im American Craftsman Style errichtetes Schulgebäude |
| 2     | Gum Springs Recreation Area  |                      | 2010 ID-Nr. 10000986 | 12312 US 84 West, im Kistachie National Forest 31° 53′ 51″ N, 92° 47′ 16″ W                 | westlich von Winnfield |                                                           |
| 3     | George Parker Long House     |                      | 1982 ID-Nr. 82002803 | 1401 Maple Street 31° 55′ 37″ N, 92° 37′ 38″ W                                              | Winnfield              | 1905 im Queen-Anne-Stil errichtetes Wohnhaus              |
| 4     | Phillips School              |                      | 2000 ID-Nr. 00000073 | Rund 800 m westlich der Kreuzung von LA 421 und Harrisburg Road 31° 45′ 10″ N, 92° 46′ 2″ W | Atlanta                | 1918 errichtetes Schulgebäude                             |
| 5     | St. Maurice Methodist Church |                      | 1997 ID-Nr. 97000964 | Kreuzung von LA 71 und LA 477 31° 45′ 34″ N, 92° 57′ 29″ W                                  | St. Maurice            | 1874 errichtete Methodistenkirche                         |
| 6     | St. Maurice Plantation       |                      | 1979 ID-Nr. 79001104 | Abseits des LA 477 31° 45′ 22″ N, 92° 57′ 54″ W                                             | St. Maurice            | 1845 errichtetes Herrenhaus; heute Museum                 |
| 7     | Winnfield Hotel              |                      | 1980 ID-Nr. 80001775 | 302 East Main Street 31° 55′ 34″ N, 92° 38′ 13″ W                                           | Winnfield              | 1908 errichtetes Hotel                                    |